# تصميم وتنفيذ ناطحات السحاب

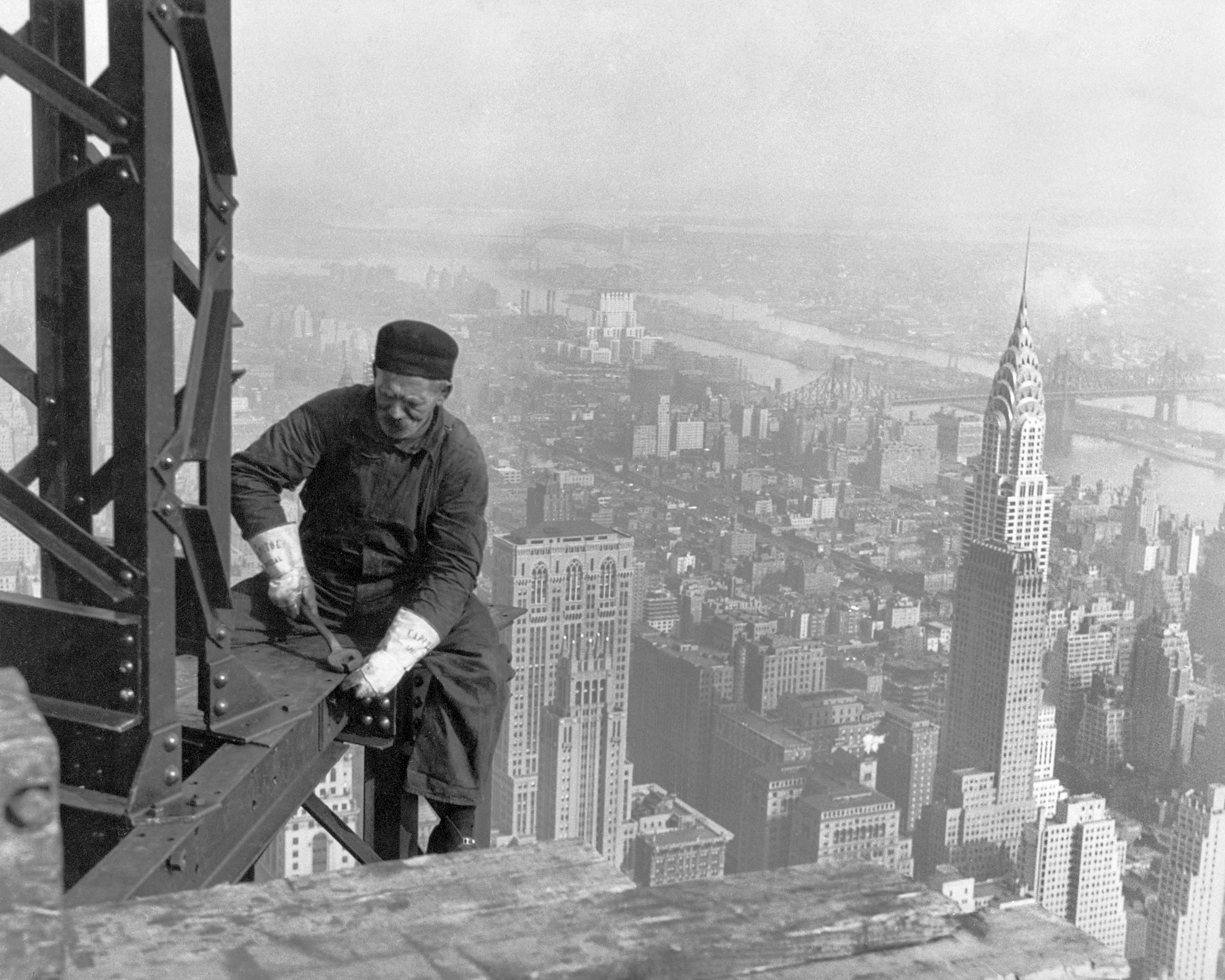
عامل في إطار مبنى إمباير ستيت

ينطوي تصميم وبناء ناطحات السحاب على إنشاء مساحات سكنية آمنة في المباني العالية جدًا. والتي يجب أن تتحمل المباني فيها وزنها الذاتي بالإضافة إلى مقاومة الرياح والزلازل وكذلك توفير حماية المقيمين فيها من الحرائق.
ومع ذلك، يجب أن يكون الوصول إليها مريحًأيضا حتى في الطوابق العليا
كما يتم توفير المرافق الخدمية للمقيمين فيها بما في ذلك توفير التهوية المريحة .
و تعتبر المشاكل التي تطرح في تصميم ناطحة سحاب من بين أكثر المشكلات تعقيدًا نظرًا لتحقيق التوازن المطلوب بين النواحي الاقتصادية والهندسية وإدارة الإنشاءات .

## اعتبارات التصميم الأساسية
يعد التصميم الإنشائي الجيد أمرًا مهمًا في معظم تصميمات المباني، وبالخصوص في حالة ناطحات السحاب نظرًا لأن الفرصة الصغيرة للأنهيارات الكارثية غير مقبولة نظرًا لارتفاع تكلفة الإنشاء .
ويمثل هذا مفارقة للمهندسين المدنيين، فالطريقة الوحيدة لضمان عدم الانهيار هي اختبار جميع أنماط الانهيارات في كل من المختبر وفي الطبيعة، لذلك فإن الطريقة الوحيدة لمعرفة جميع أنماط الانهيار هي التعلم من الاخطاء التي تسببت في انهيارات سابقة.
وبالتالي، لا يمكن لأي مهندس أن يكون متأكدًا تمامًا من أن منشأ معينًا سيقاوم جميع التحميلات التي يمكن أن تتسبب في حدوث الانهيار،
ولكن يمكن أن يكون التصميم به هوامش أمان بدرجة كافية بحيث يكون الانهيار غير مرجح، فعندما تنهار المباني، يتساءل المهندسون عما إذا كان الانهيار ناتجًا عن بعض العوامل غير المعروفة.

## المنشآت التحتية
واحدة من العديد من الأشياء التي تجعل ناطحات السحاب منشآت ذات طبيعة خاصة هي الإنشاءات التحتية الخاصة بها. على سبيل المثال، يجب أن يصل عمق الحفرة التي يتم إنشاء الأساسات بها إلى الطبقات الصلبة من التربة . وحتى ان كانت تلك الطبقات الصلبة قريبة من سطح الأرض الطبيعية فأنه يلزم ازالة بعض من الجزء العلوي لها لإنشاء الأساسات 

## التحميل والاهتزاز

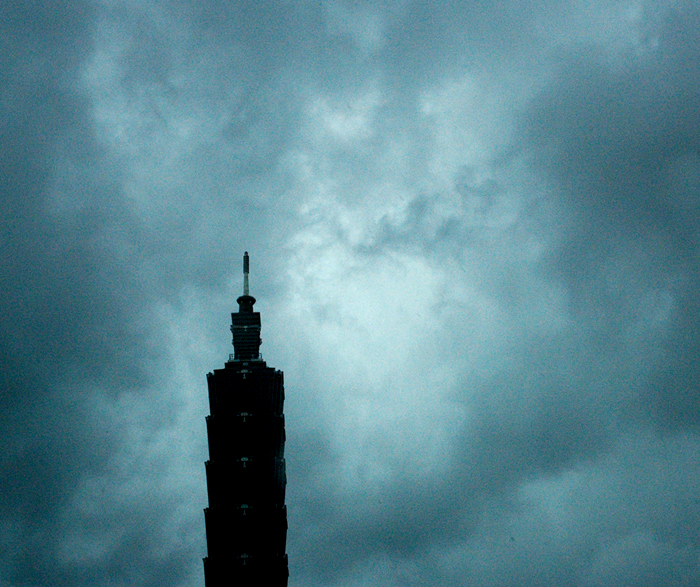
تايبيه 101 يتحمل إعصار تيفون (2005)

في معظم تصميمات المباني، يكون وزن الهيكل الإنشائي أكبر بكثير من الاوزان التي سيتحملها المبنى. فمن الناحية الفنية فإن الحمل الميت و حمل الهيكل الإنشائي، أكبر من الحمل الحي المفترض وجوده بالمبنى مثل (اوزان الأشخاص والأثاث والمركبات، إلخ).
ولذلك فإن مقدار المواد الإنشائية المطلوبة في المستويات السفلية من ناطحة سحاب ستكون أكبر بكثير من المواد المطلوبة في المستويات الأعلى .
فعلى سبيل المثال فإن مبنى إمباير ستيت قد تم تشيده بشكل مدرج مثلا نتيجة لقانون البناء في ذلك الوقت، وليس لأسباب إنشائية .
من ناحية أخرى، فإن الشكل التصميمي لمركز جون هانكوك كان فريدا نتيجة لكيفية مقاومة الأحمال.
يمكن أن تأتي الدعامات الرأسية الحاملة للمبنى بعدة أنواع، من بينها الأكثر شيوعًا في ناطحات السحاب :الإطارات المعدنية (الفولاذية) والكور الخرساني والاطارات الأنبوبية وحوائط القص.
وينبغي الأخذ في الاعتبار حمل الرياح الجانبي على ناطحة سحاب كعامل مؤثر جدا عند التصميم، والذي يزداد كلما زاد ارتفاع المبنى
لذا فأن أحمال الرياح تكون أكثر من الأحمال الحية والميتة في المباني عالية الطول

### حوائط القص
حائط القص، في أبسط تعريف له، هو جدار إنشائي حيث يتم استخدام مادة الجدار بأكملها في مقاومة كل من الأحمال الأفقية والرأسية.
وفي صناعة البناء يتم استخدام جدران الطوب الاعتيادية أو جدران الطوب الخرسانية .
ونظرًا لأن مادة الجدار تستخدم لتحمل الأوزان فأننا نجد أن الجدار يصبح كبيرا حتى يتمكن من تحمل أحمال أكبر
وفي الواقع نجد أن استخدام نظام الحوائط مقبول بالنسبة للإنشاءات الصغيرة، مثل البيوت في الأرياف التي تستخدم الطوب الأحمر حيث تتطلب أن تكون تكاليف مواد البناء منخفضة بالإضافة إلى قلة الصيانة.
في الهياكل الإنشائية الكبيرة مثل القلاع والكاتدرائيات ستظهر مشكلة ازدياد حجم الحوائط الحاملة.
بالنسبة إلى ناطحات السحاب، فأن زيادة حجم الهيكل الإنشائي يؤدي لزيادة حجم الجدران الداعمة وهو ما يتعارض مع الحاجة لزيادة المساحات المخصصة للاستخدام بالمبنى، لذا يتم دمج نظام حوائط القص مع أنظمة انشائية أخرى .

### الإطار المعدني
المفهوم الكلاسيكي لتصميم ناطحات السحاب هو تشييد صندوق فولاذي كبير به العديد من الصناديق الصغيرة. من خلال ازالة الجزء غير الفعال من جدار القص واستخدام ركائز التحميل من مادة أقوى بكثير مثل الصلب، وبحيث يتم بناء ناطحة سحاب مع استخدام ركائز الدعم الأفقية والعمودية. وبالرغم من أن هذه الطريقة بسيطة، إلا ان لها عيوب ومن أهمها نقص المسافات البينية بين ركائز التحميل داخل المبنى لتحمل الاحمال العالية الناتجة عن زيادة الارتفاع . لذا يصبح هذا الأسلوب غير فعال وغير اقتصادي للمباني التي يزيد طولها عن 40 طابقًا نظرًا لتقليل المساحات الأرضية القابلة للاستخدام بسبب زيادة استخدام الفولاذ.

### الإطار الأنبوبي

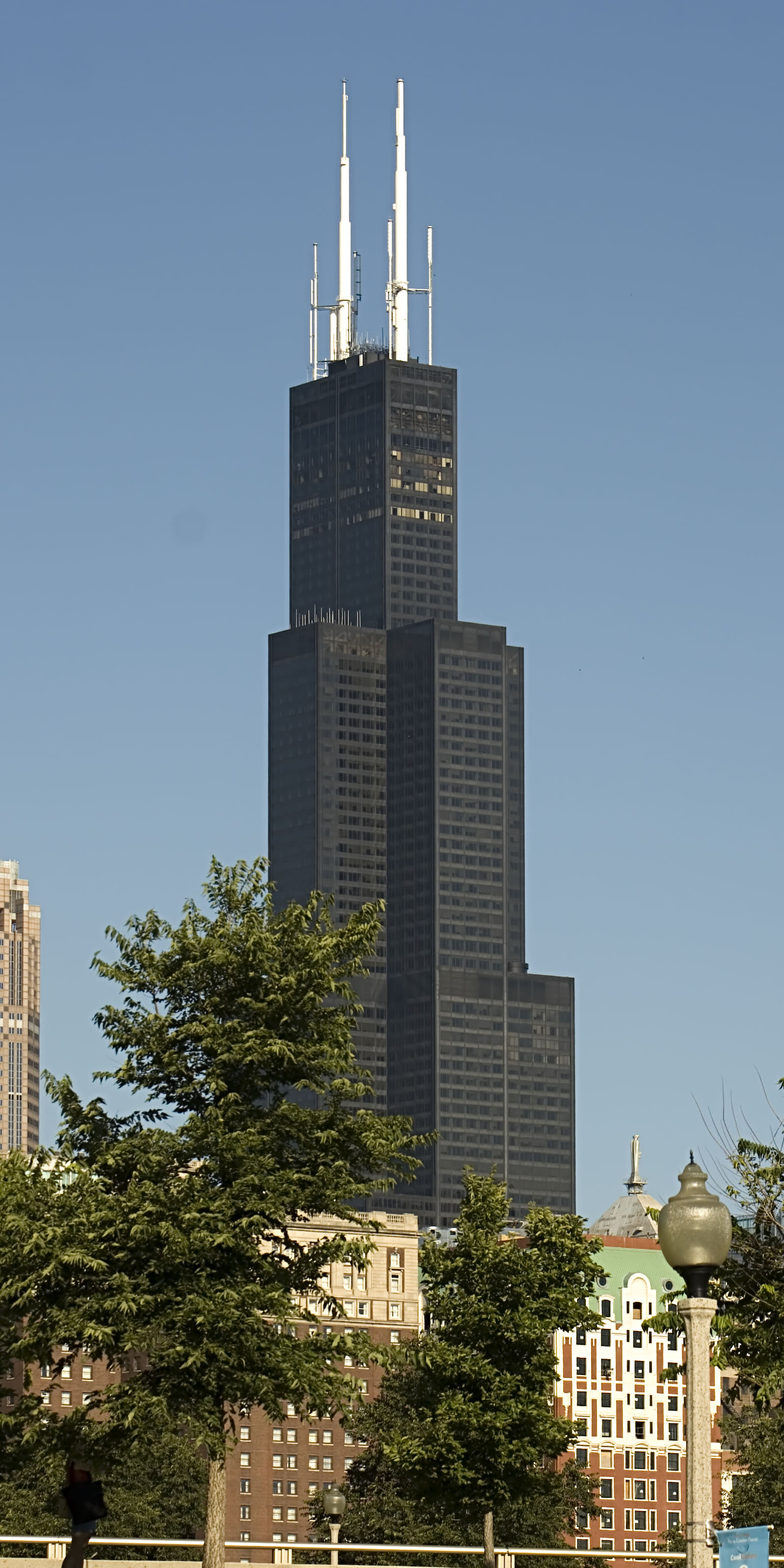
برج ويليس يعرض تصميم إطار انبوبي مجمّع

في أوائل الستينيات تم تطوير نظام هيكلي جديد باستخدام الإطارات الأنبوبية .وقد عرف فضل خان و ج. رانكين الهيكل الإنشائي ذو الإطار الأنبوبي بأنه «هيكل فضاء ثلاثي الأبعاد يتكون من ثلاثة أو أربعة أو أكثر من الإطارات أو إطارات مدمجة أو حوائط القص، موضوعة عند أو بالقرب من حوافها لتشكيل هيكل عمودي يشبه الأنبوب لتكوين نظام قادر على مقاومة القوى الجانبية في أي اتجاه عن طريق تحويل المنشأ إلى كابولي مثبت في الأساسات.» 
تشكل الأعمدة الخارجية المترابطة عن كثب المبنى على شكل أنبوب مفرغ من الوسط، ويتم مقاومة الأحمال الأفقية (الرياح في المقام الأول) من قبل الهيكل الإنشائي ككل.
ويكون حوالي نصف السطح الخارجي متاح لتوفير النوافذ بالمبنى، ويؤدي استخدام نظام الإطار الانبوبي إلى استخدام عددًا أقل من الأعمدة الداخلية، وبالتالي يتم توفير مساحة أرضية قابلة للاستخدام داخل المبنى .
وعندما يتطلب عمل فتحات كبيرة على الواجهة بالمبنى (مثل أبواب الجراج ) يتم قطع الإطار الأنبوبي مع استخدام عوارض النقل للحفاظ على السلامة الهيكلية.
لقد خفضت الهياكل الانشائية ذات الاطارات الأنبوبية التكاليف، وفي الوقت نفسه سمحت للمباني الوصول إلى ارتفاعات أكبر.
تم استخدام هيكل الإطار الأنبوبي لأول مرة في مبنى DeWitt-Chestnut Apartment ، الذي صممه خان وتم الانتهاء منه في شيكاغو في عام 1963.
ثم تم استخدامه بعد فترة وجيزة لمركز جون هانكوك وفي بناء مركز التجارة العالمي .
الأنظمة الأنبوبية هي أساسية لتصميم المباني العالية وهي تستخدم في معظم المباني التي يزيد عددها عن 40 طابقًا والتي شُيدت منذ الستينيات وحتى الآن والتي تستمد من مبادئ خان للهندسة الهيكلية الانشائية، 
من أمثلة ذلك بناء مركز التجارة العالمي ومركز آون وبرج بتروناس ومبنى جين ماو ومعظمها ناطحات سحاب supertall أخرى منذ 1960s. وكان التأثير القوي لتصميم الهيكل الإنشائي الأنبوبي واضحا أيضًا في بناء أطول ناطحة سحاب الحالية، برج خليفة .

## معضلة المصعد

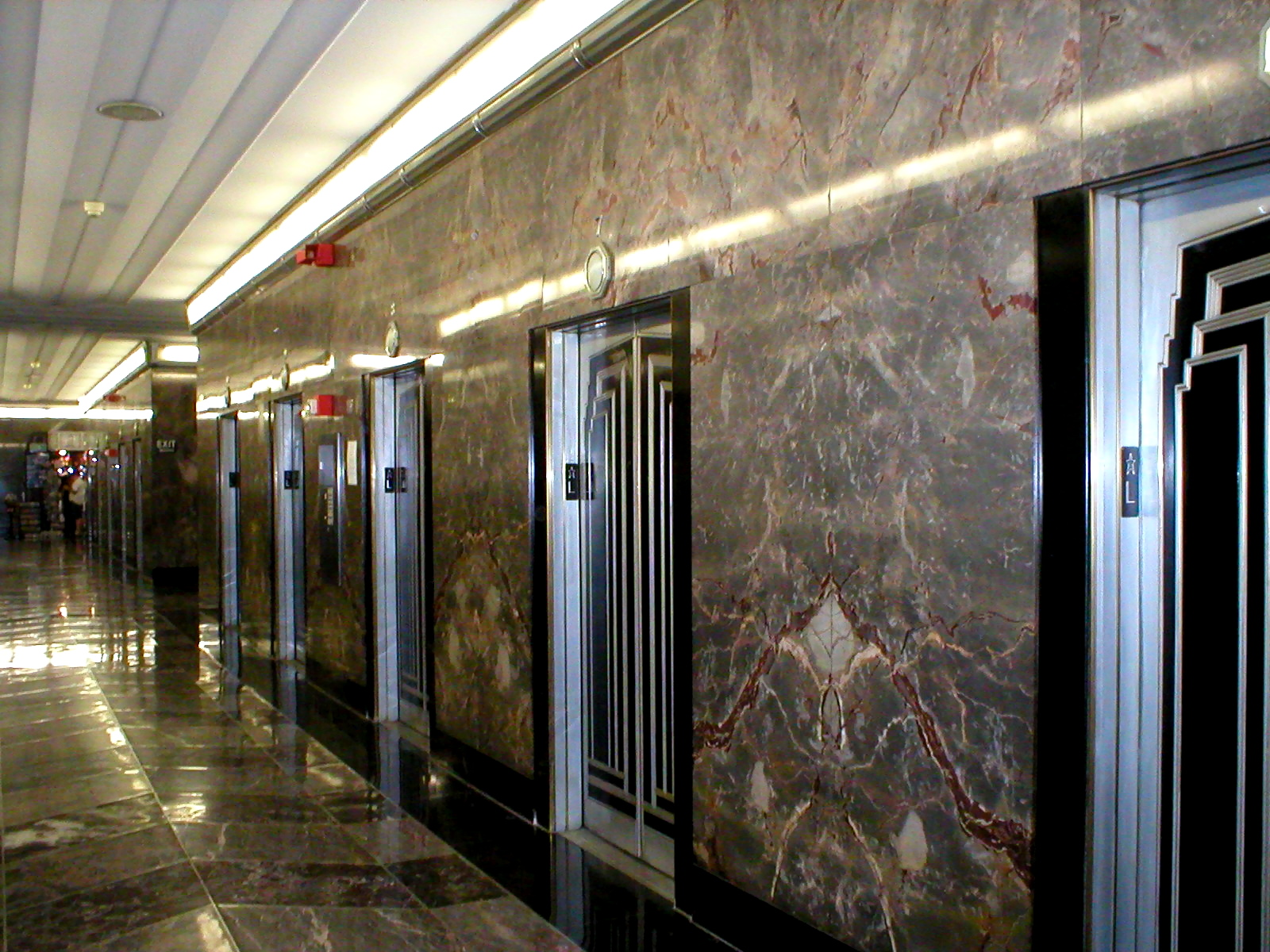
المصاعد في مبنى امباير ستيت

كان اختراع المصعد أمر سابق لاختراع ناطحات السحاب، فبالنظر إلى أن معظم الناس لن (أو لا يستطيعون) تسلق أكثر من بضع درجات من الدرج في وقت واحد فإن المصاعد الموجودة في ناطحة سحاب ليست مجرد أداة ضرورية مثل المياه الجارية والكهرباء، ولكنها في الواقع ترتبط ارتباطًا وثيقًا بتصميم الهيكل بأكمله.
يتطلب المبنى الأطول المزيد من المصاعد لخدمة الطوابق الإضافية، لكن أعمدة المصاعد تستهلك مساحة أرضية كبيرة. فإذا أصبح منور الخدمات (الذي يحتوي على أعمدة المصاعد) كبيرًا جدًا، فقد يؤدي ذلك إلى تقليل ربحية المبنى.
لذلك يجب على المهندسين المعماريين موازنة القيمة المكتسبة عن طريق إضافة ارتفاع مقابل القيمة المفقودة بسبب استخدام مناور خدمة واسعة. لذا تستخدم العديد من المباني الطويلة المصاعد بتصميمات مختلفة عن المصاعد القياسية لتقليل مساحة عمود المصعد.
تستخدم المباني مثل أبراج مركز التجارة العالمي السابق ومركز جون هانكوك في شيكاغو الردهات السماوية وهي عبارة عن ردهات انتقالية بين المصاعد السريعة والمصاعد العادية في ناطحة السحاب، مما يسمح هذا للمهندسين المعماريين والمهندسين بتقليل مساحة أعمدة المصاعد في الأدوار العليا نظرا لعدم استمرارية عمود المصعد بنفس المساحة في الادوار التي تلي تلك الردهات الانتقالية، كذلك توفر في الوقت الذي تقضيه في التنقل بين الطوابق حيث لا يكون هناك احتياج للأنتظار لصعود المصعد لآخر المبنى ثم نزوله.
تستخدم المباني الأخرى مثل أبراج بتروناس المصاعد ذات الطابقين مما يتيح لعدد أكبر من الناس وضعهم في مصعد واحد والوصول إلى طابقين في كل محطة. من الممكن أيضا استخدام أكثر من مستويين في المصعد ولكن لم يتم تجربة هذا الحل حتى الآن.
تتمثل المشكلة الرئيسية في المصاعد ذات الطابقين في أنها تتسبب في توقف المصعد عندما يحتاج الأشخاص النزول في طابق معين.

## صعوبات أخرى التي تواجه بناء ناطحات السحاب
قد يكون بناء ناطحات السحاب صعباً بالنسبة لعوامل أخرى غير التعقيد والتكلفة. على سبيل المثال، في المدن الأوروبية مثل باريس، قد يجعل الاختلاف بين ظهور العمارة القديمة وناطحات السحاب الحديثة صعوبة في الحصول على موافقة من السلطات المحلية لبناء ناطحات سحاب جديدة.
كذلك يمكن لبناء ناطحات السحاب في مدينة قديمة ومشهورة تغيير صورة المدينة بشكل جذري، ففي مدن مثل لندن وإدنبره وبورتلاند وسان فرانسيسكو، يوجد مطلب قانوني يسمى شرط العرض المحمي ، والذي يحد من ارتفاع المباني الجديدة داخل أو بالقرب من خط البصر بين المكانين المعنيين.   تجعل هذه القاعدة أيضًا من الصعب العثور على مواقع مناسبة للمباني الطويلة الجديدة.